# Mark Oliphant
Mark Oliphant, plným jménem Marcus Laurence Elwin Oliphant (8. října 1901 Adelaide – 14. července 2000 Canberra) byl australský fyzik.
Vystudoval fyziku na Cambridgeské univerzitě, kde byl žákem Ernesta Rutherforda. Po studiích působil na Univerzitě v Birminghamu.
Spolu s Rutherfordem a Paulem Harteckem objevil v roce 1934 tritium. Řídil též tým (v němž byl např. John Randall či Harry Boot), který vyvinul magnetron použitý v mikrovlnném radaru (1939). V roce 1937 byl zvolen do Královské společnosti a roku 1959 v Británii povýšen do šlechtického stavu. Roku 1943 odešel do Spojených států amerických, kde se podílel na projektu Manhattan při vývoji první jaderné zbraně. Stavěl se ostře proti jejímu použití v Japonsku, byl však zastáncem dalšího jaderného výzkumu.
Po druhé světové válce se vrátil do Austrálie, kde působil jako ředitel Výzkumné školy fyziky a strojírenství na Australian National University (ANU) v Canbeře (1950–63), jako předseda australské Akademie věd (1954-57) a profesor fyziky ionizovaných plynů v ústavu vyšších studií na ANU (1964–67).
V závěru života se zapojil i do politiky, v letech 1971-1976 zastával funkci guvernéra Jižní Austrálie.